# Paya Udang
Paya Udang is een bestuurslaag in het regentschap Aceh Tamiang van de provincie Atjeh, Indonesië. Paya Udang telt 1244 inwoners (volkstelling 2010).